# Grammostola vachoni
Grammostola vachoni is een spinnensoort in de taxonomische indeling van de vogelspinnen (Theraphosidae).
Het dier behoort tot het geslacht Grammostola. De wetenschappelijke naam van de soort werd voor het eerst geldig gepubliceerd in 1961 door Schiapelli & Gerschman.